# Никколо ди Сенья

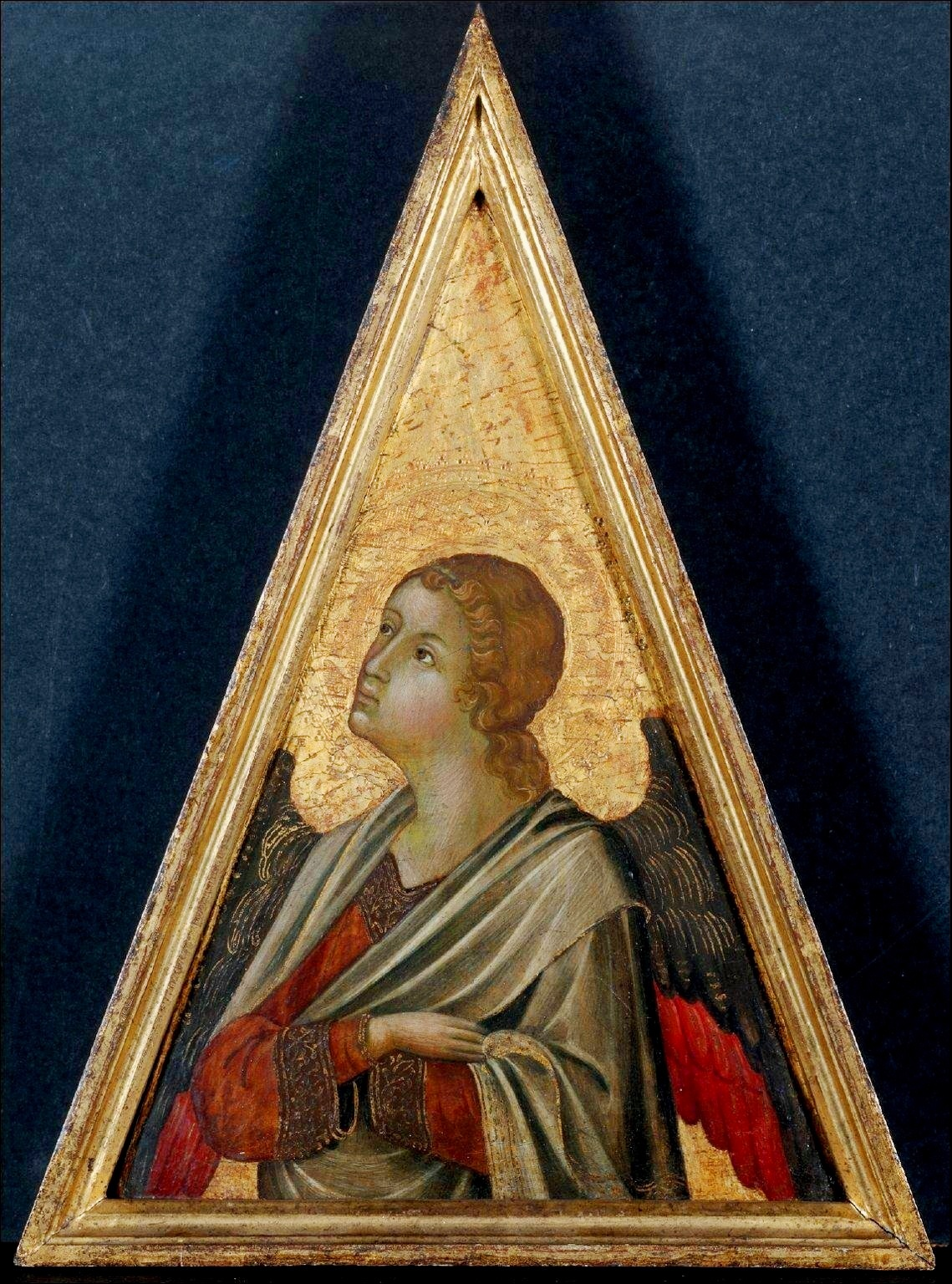
Никколо ди Сенья. Ангел. Навершие-пинакль триптиха из Пиенцы. ок 1340 г., Музей искусства, Кливленд

Никколо ди Сенья (итал. Niccolò di Segna, работал в 1331—1348 гг.) — итальянский художник, сиенская школа.

## Биография
Никколо ди Сенья был сыном художника Сенья ди Бонавентуры, который в свою очередь приходился племянником знаменитому сиенскому художнику Дуччо. У Сенья ди Бонавентуры было два сына — Никколо и Франческо. Оба были художниками, но Никколо был самым известным из них. Первоначальное обучение, согласно средневековой традиции, Никколо ди Сенья вместе с братом прошел в мастерской своего отца. Вероятно, он участвовал в работе отца над некоторыми произведениями, но сегодня определить его вклад в них практически невозможно. Также трудно сказать, часто ли Никколо кооперировался со своим братом, позднейшие исследователи путали их произведения, поскольку отделить руку одного художника от руки другого достаточно сложно. Лишь сравнительно недавно специалисты нашли относительно надёжные способы различать их манеры.
Имя Никколо ди Сенья упоминается только в двух архивных документах: один, от 1331 года, сообщает, что художник тогда работал самостоятельно и имел мастерскую, а его отец к этому времени уже скончался; в другом документе от 1348 года сообщается, что Никколо получил плату за создание образа для главного алтаря в церкви Сан Агостино в Борго Сан Сеполькро (ныне утрачен). Существуют всего два подписанных Никколо произведения — это «Мадонна с младенцем» из церкви Сан Гальгано в Монтесьепи (1336г), и «Распятие» (1345г), хранящееся ныне в сиенской Пинакотеке. Остальные произведения приписываются ему по стилистическим особенностям.
Точная дата кончины художника неизвестна. Историки искусства полагают, что это произошло после сентября 1348 года, когда, согласно документам, художник работал в Сан Сеполькро.

## Творчество

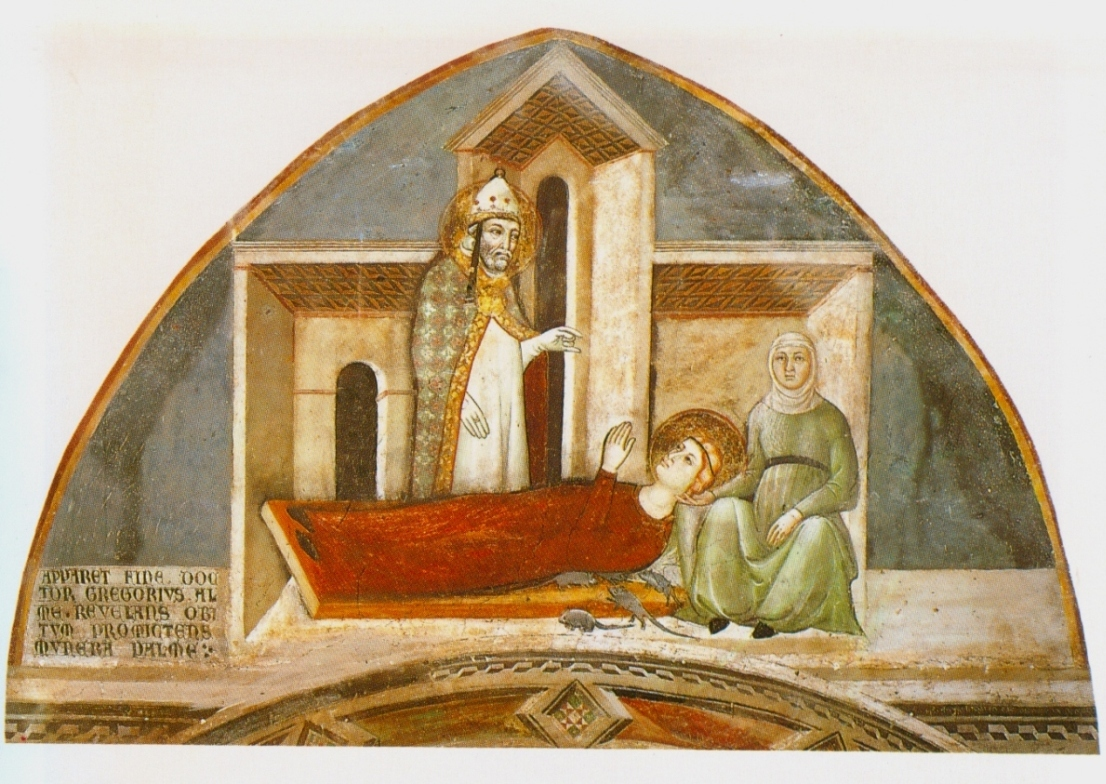
Явление св. Григория перед больной св. Финой. Фреска, ц. Колледжата, Сан Джиминьяно.

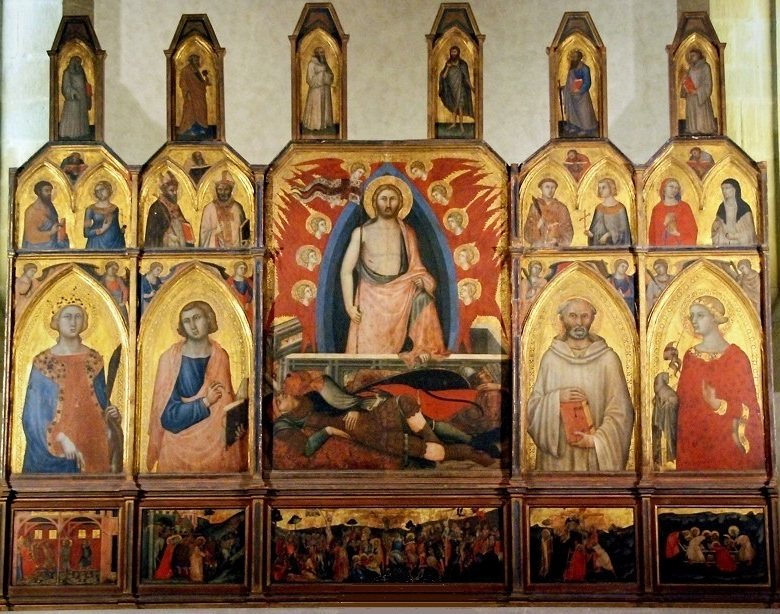
Полиптих «Воскресение», ок. 1348, Собор, Сансеполькро.

Отец привил Никколо художественные навыки, в основе которых лежало творчество их родственника Дуччо. По сути это было семейное дело, в рамках которого традиция преобладала над попытками новаторства. Однако современниками Николо ди Сенья были такие прославленные мастера, как Симоне Мартини и братья Лоренцетти. Их манера не могла не сказаться на его творчестве. Влияние этих мастеров видно и в особенностях изображения лиц и в особенностях изображения драпировок, в частности, складок одежд персонажей. В целом творчество Никколо представляет собой разновидность ранней готической живописи, в которой ещё видны крепкие связи с византийской иконописью.

## Произведения
Дошедшие до нас произведения Никколо ди Сенья представляют собой довольно обширный круг работ, хранящихся в различных государственных и частных коллекциях. Как правило, это изображения «Мадонны с младенцем» на троне или без, распятий, и разных святых.
К ранним работам Никколо относят «Триптих с распятием, Иоанном Крестителем и Стигматизацией св. Франциска» (Эстергом, Христианский музей); небольшую икону с изображением «Св. Екатерины, Марии Магдалины и Св. Маргариты» (Государственная галерея, Штутгарт) и «Мадонну на троне со святыми» из собрания Тиссена-Борнемисца, Мадрид (по мнению иных экспертов её автор — Бартоломео Булгарини).
Несколько особняком стоит полиптих «Воскресение» из Домского собора в Сансеполькро. Эта большая алтарная картина давно была «уличена» в своём сиенском происхождении, и приписывалась руке Никколо. Недавние изыскания делают эту атрибуцию практически стопроцентной, так как итальянский исследователь Франко Полькри обнаружил архивные документы, свидетельствующие, что Никколо ди Сенья в 1348 году работал в Сансеполькро по заказу церкви Сан Агостино. В связи с этим алтарь датируют 1348 годом. В центре полиптиха изображена сцена Воскресения Христа, по сторонам полуфигуры святых, а на картинах пределлы сцены Страстей христовых («Избиение Христа», «Путь на Голгофу», «Распятие», «Снятие с креста» и «Положение во гроб»). Специалисты полагают, что этот алтарь в своё время произвел большое впечатление на уроженца Сансеполькро, художника Пьеро делла Франческа, который в дальнейшем, в своей версии «Воскресения» скопировал эту сцену у Никколо.
Большой алтарь из Сансеполькро является единственным сохранившимся полиптихом мастера. Все остальные произведения Никколо ди Сенья — это либо отдельные доски с изображениями Мадонны с младенцем (иногда с донаторами), которые когда-то входили в состав многочастных алтарных картин, либо разрозненные части разных полиптихов, восстановить которые представляется затруднительным. Тем не менее предпринимаются попытки воссоздать размонтированные полиптихи, основываясь на их размерах и стилистических особенностях.
Гертруда Коор-Ахенбах (1955) воссоздала полиптих, который по её мнению, состоял из «Мадонны с младенцем» (центральная панель; Коллекция Чини, Венеция), боковых панелей: Св. Виталий (Художественная галерея, Атланта), Св. Лючия (Музей искусства Уолтерса, Балтимор), Св. Варфоломей (Сиена, Национальная пинакотека) и Св. Екатерина (Художественная галерея, Атланта). В верхнем ряду полиптиха были изображения Марии Магдалины и Св. Иакова-старшего (Крепость Хаус Берг, Нидерланды), Иоанн-Богослов и Св. Августин (Сиена, Национальная пинакотека), Апостол Андрей и св. Франциск (Государственный Эрмитаж, Санкт Петербург), Иоанн Креститель (частное собрание, Нью Йорк). По всей вероятности полиптих ведёт своё происхождение из ц. Сан Франческо в Прато, а разные эксперты располагают его от 1340 года до 1348-го.

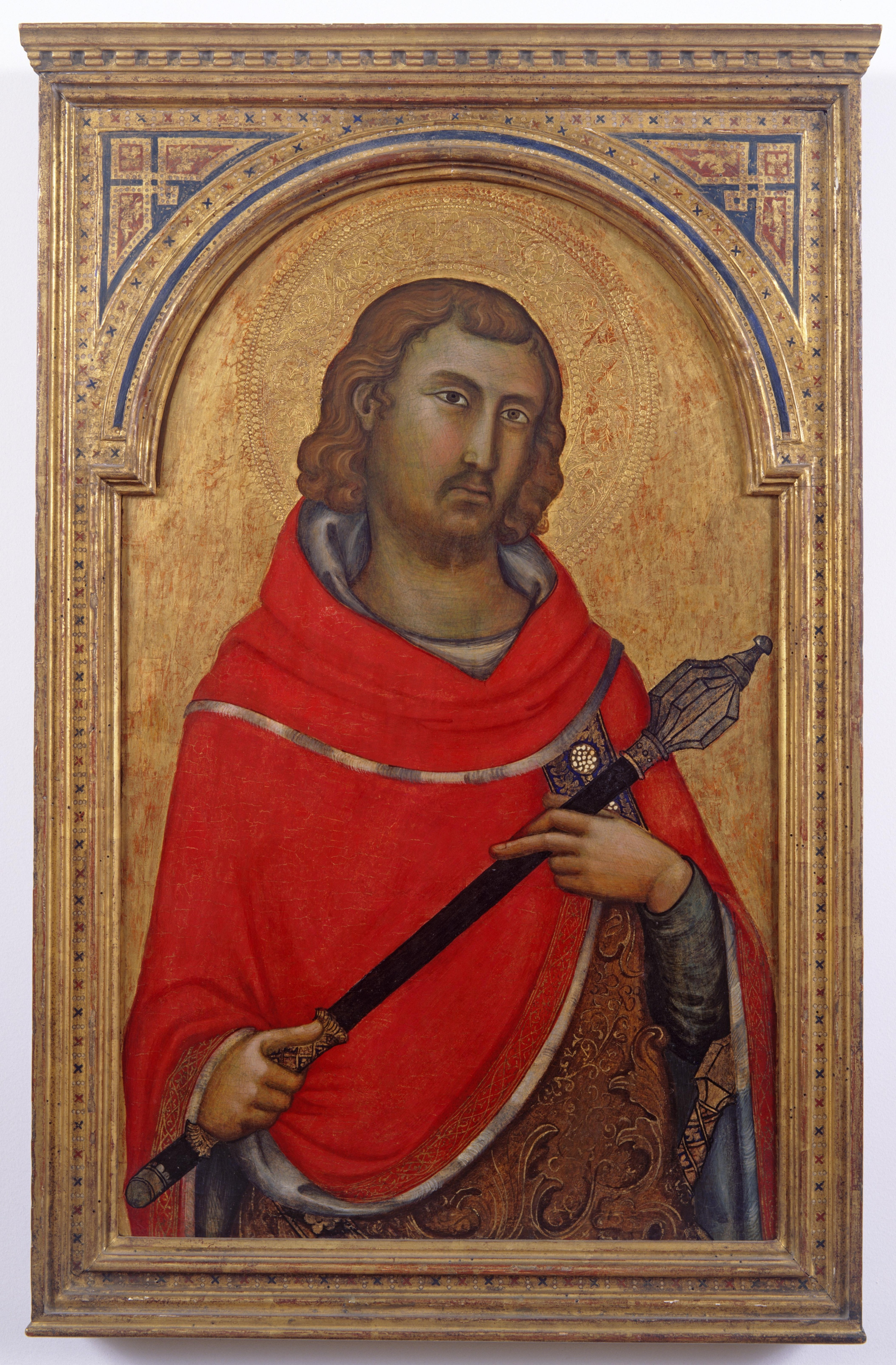
Св. Виталий, левая панель полиптиха, ок. 1340, Художественная галерея, Атланта
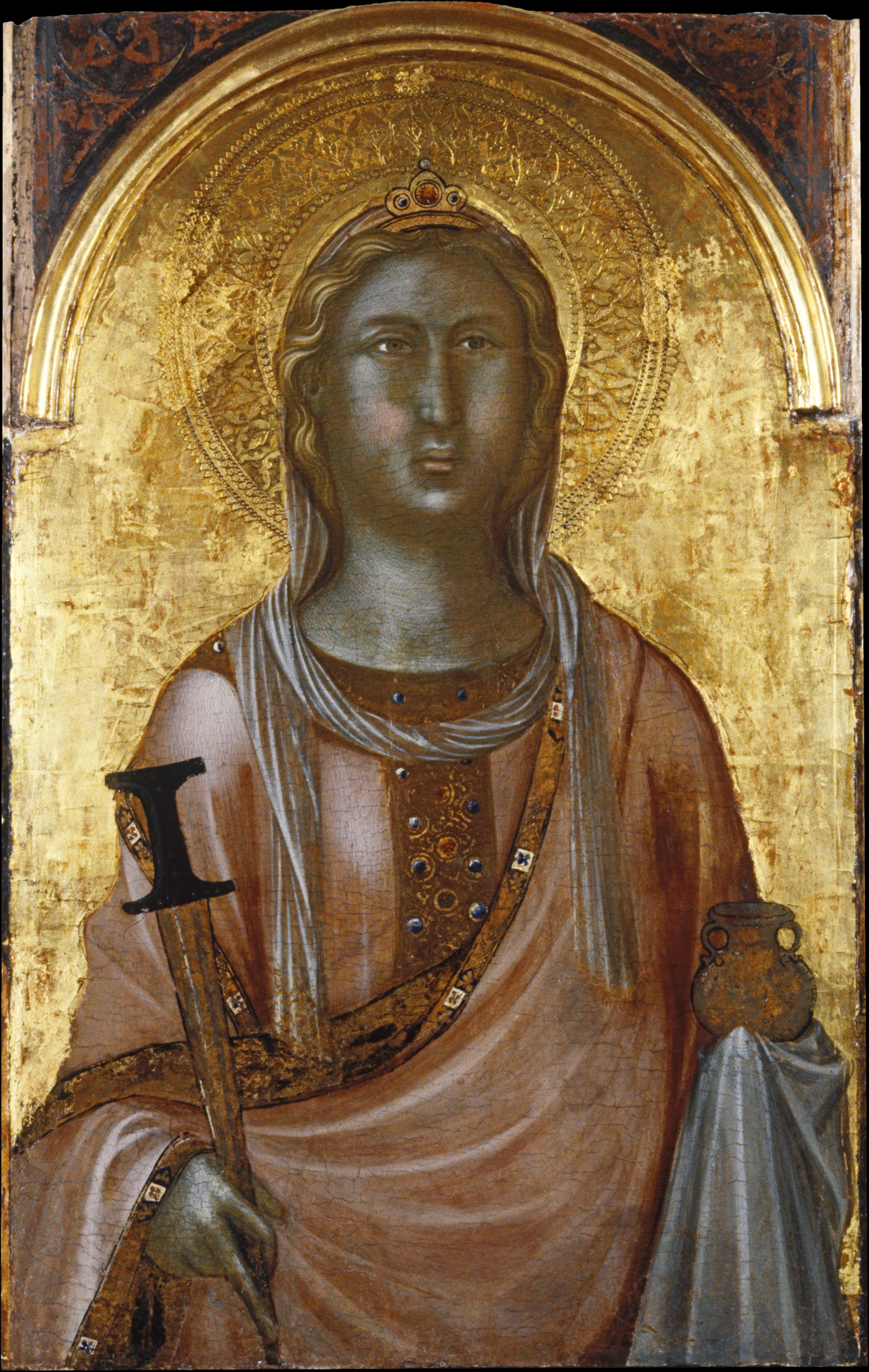
Св. Лючия, левая панель полиптиха, ок. 1340, Музей искусства Уолтерса
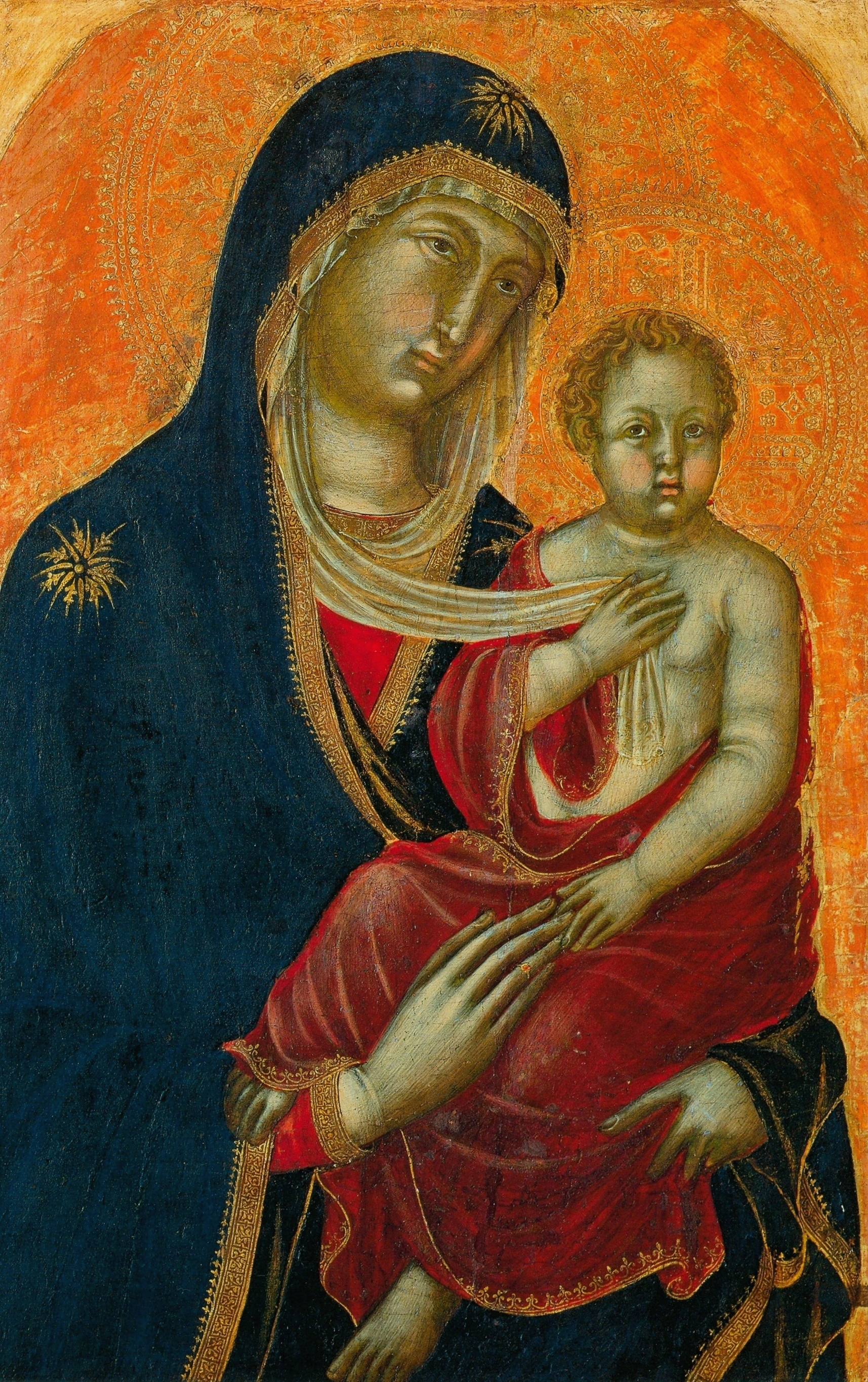
Мадонна с младенцем. Центральная панель полиптиха, ок.1340 г. Коллекция Витторио Чини, Венеция.
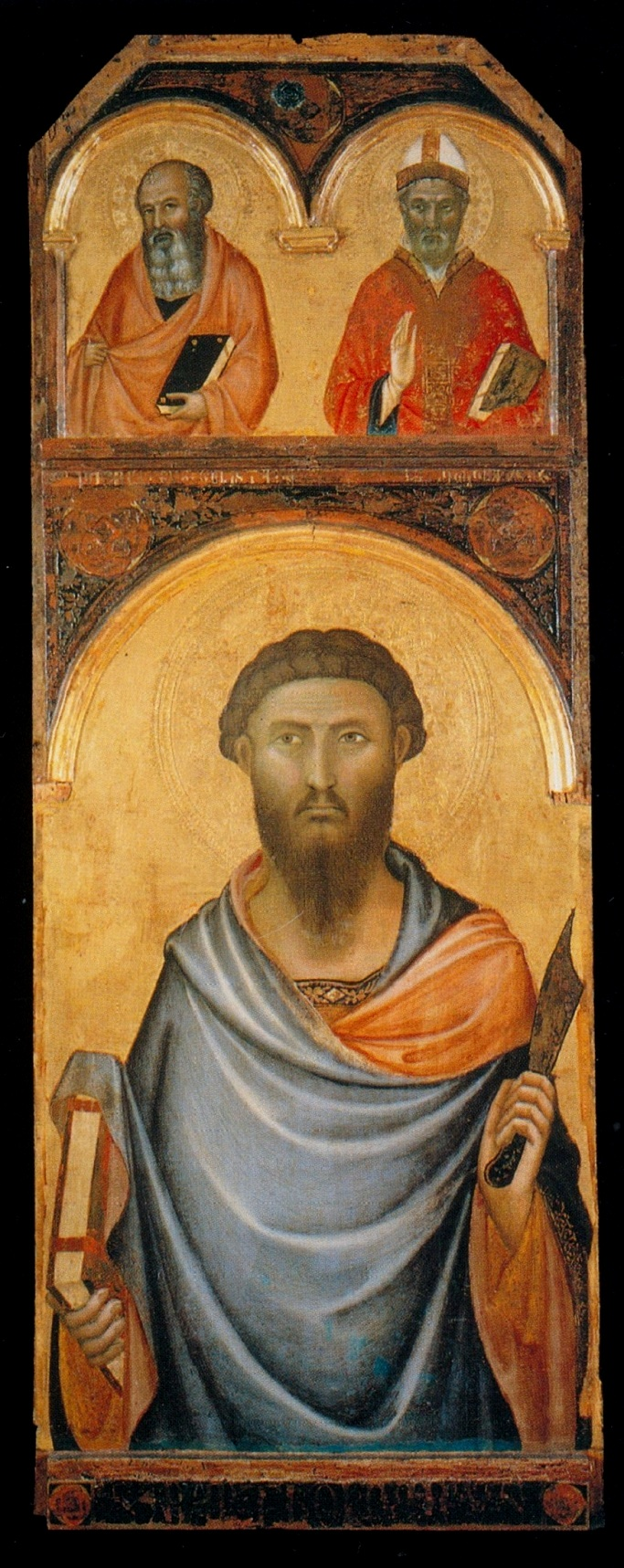
Св. Варфоломей, в верхнем ряду Иоанн Богослов и св. Августин. Правая панель полиптиха, ок. 1340, Пинакотека, Сиена
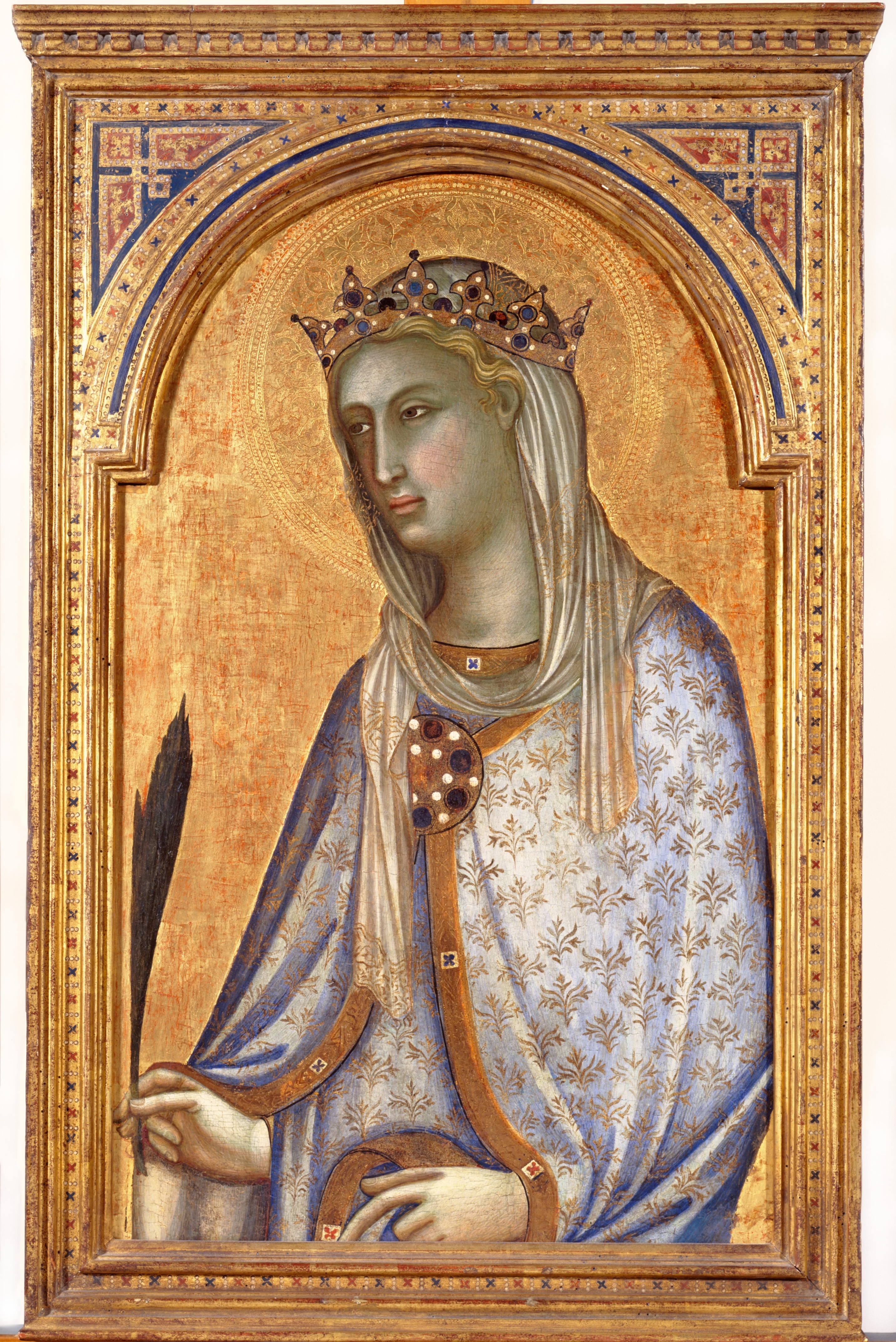
Св. Екатерина Александрийская, ок. 1340, правая панель полиптиха, Художественная галерея, Атланта
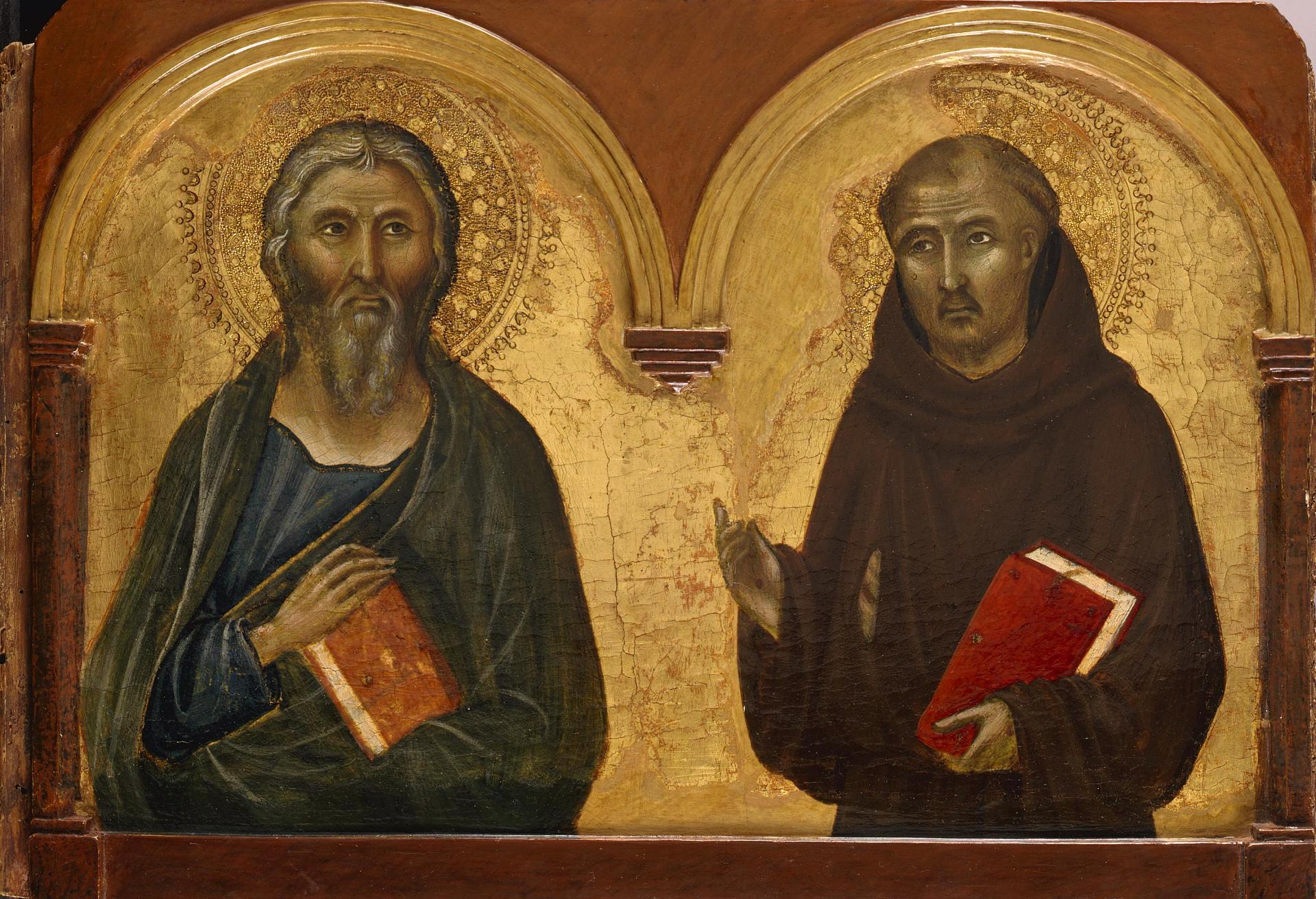
Св. Андрей и св. Франциск, ок. 1340, деталь верхнего ряда полиптиха, Гос. Эрмитаж, Санкт Петербург
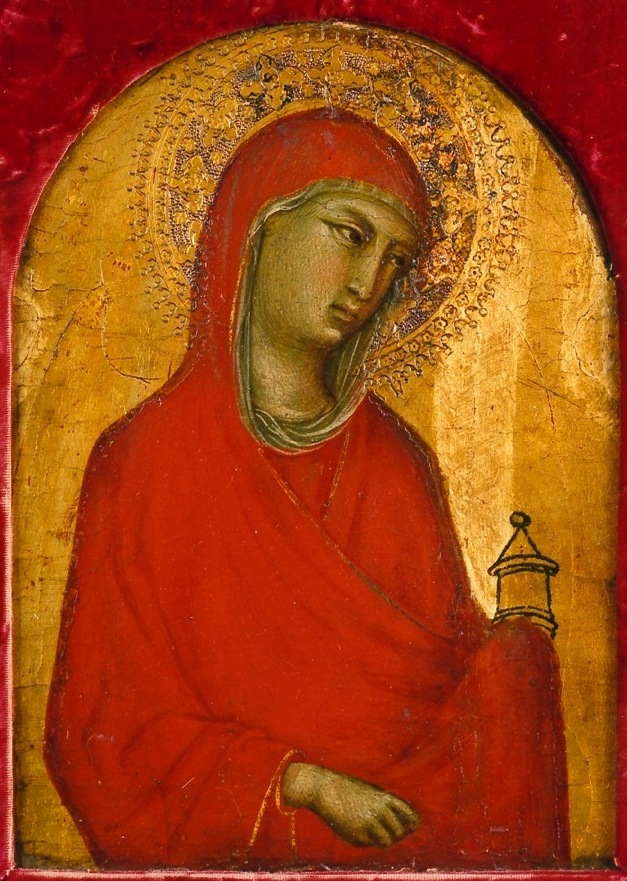
Мария Магдалина, ок. 1340, деталь верхнего ряда полиптиха, Коллекция крепости Хаус Берг
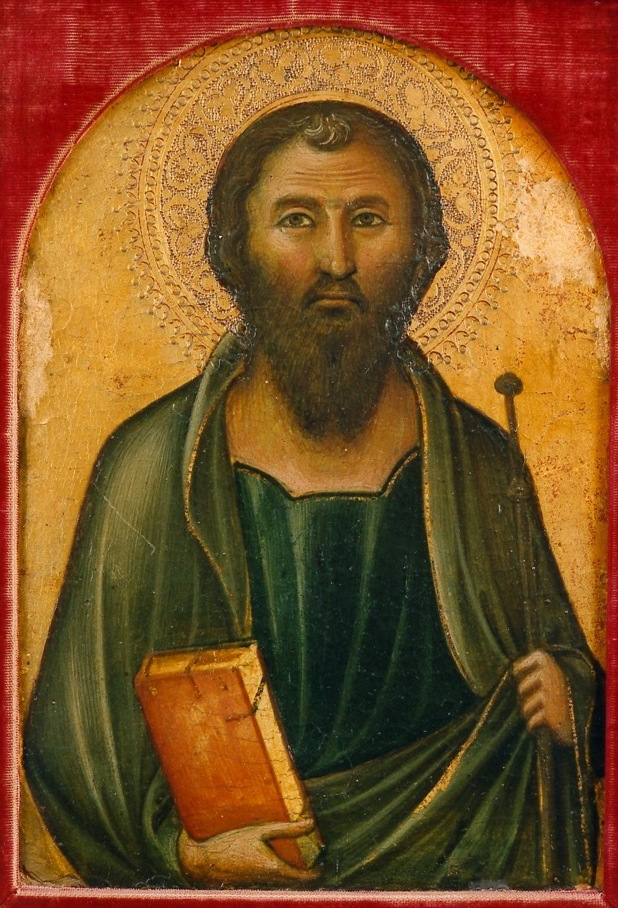
Апостол Яков- старший, ок. 1340, деталь верхнего ряда полиптиха, Коллекция крепости Хаус Берг

Другой полиптих, известный как № 38 по каталогу Сиенской пинакотеки, состоит из боковых панелей с изображениями Св. Бенедикта, Архангела Михаила, Св. Варфоломея и Св. Николая (все в Национальной пинакотеке, Сиена), в его центре была «Мадонна с младенцем» (Ц. Сан Бартоломео а Скампата, Фильине, Вальдарно). Эксперты считают, что скорее всего полиптих был создан для валломброзианского аббатства Св. Михаила и Св. Бенедикта в Поджо Сан Донато, Сиена, и датируют произведение ок. 1336 года.

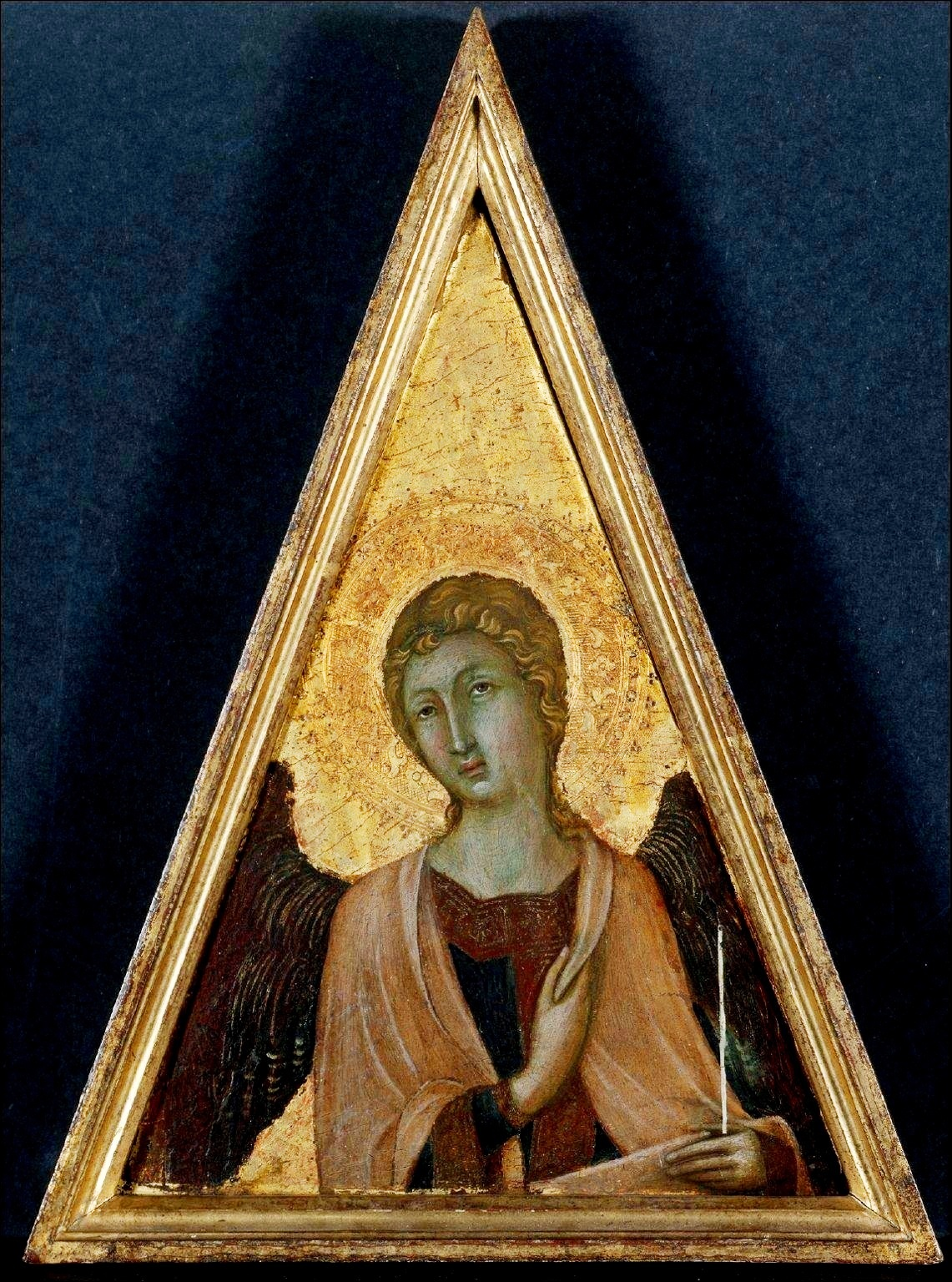
Ангел. ок. 1340, навершие-пинакль триптиха из Пиенцы, Музей искусства, Кливленд

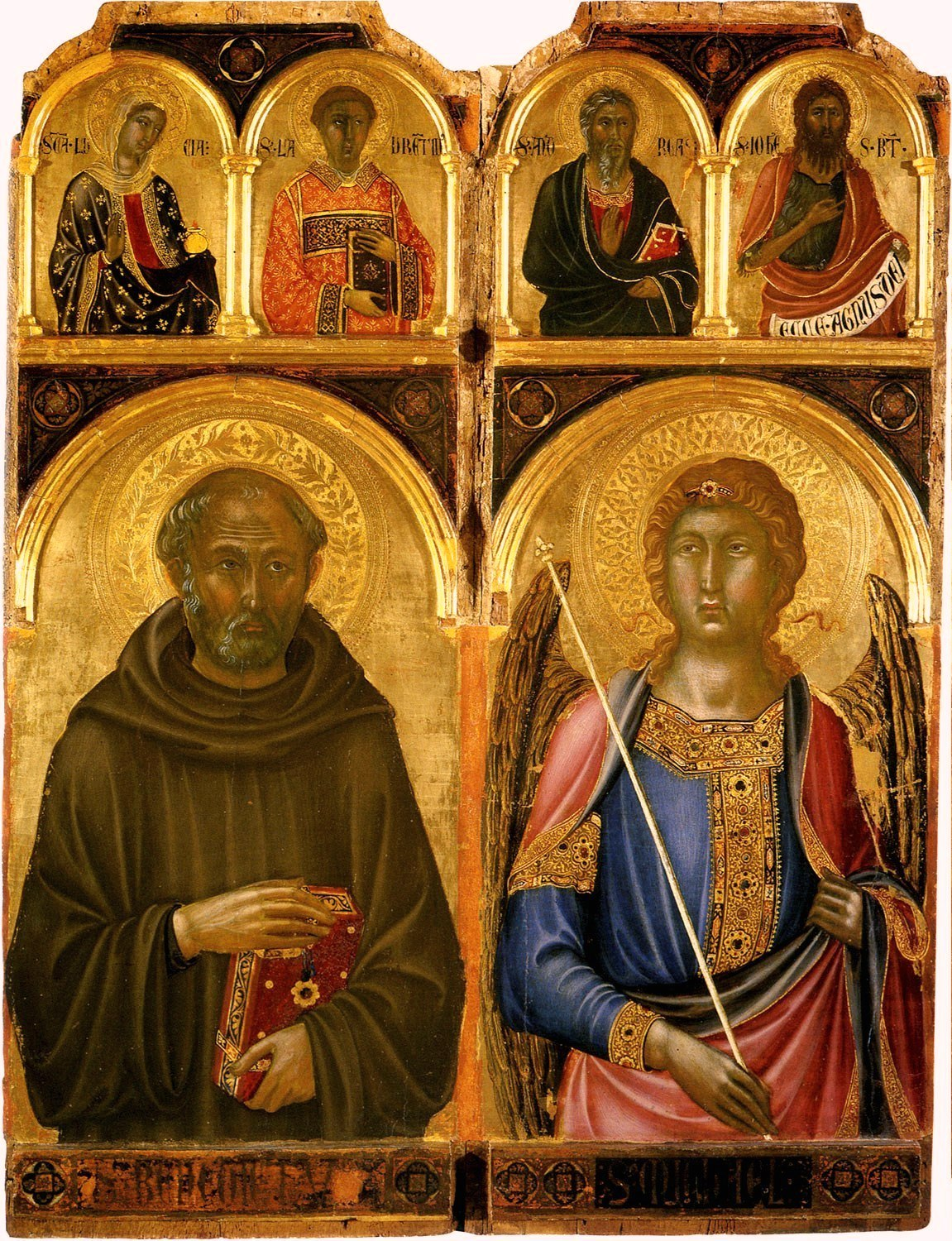
Св. Бенедикт и Михаил Архангел; в верхнем ряду святые Лючия, Лаврентий, Андрей и Иоанн Креститель. ок. 1336, Пинакотека, Сиена
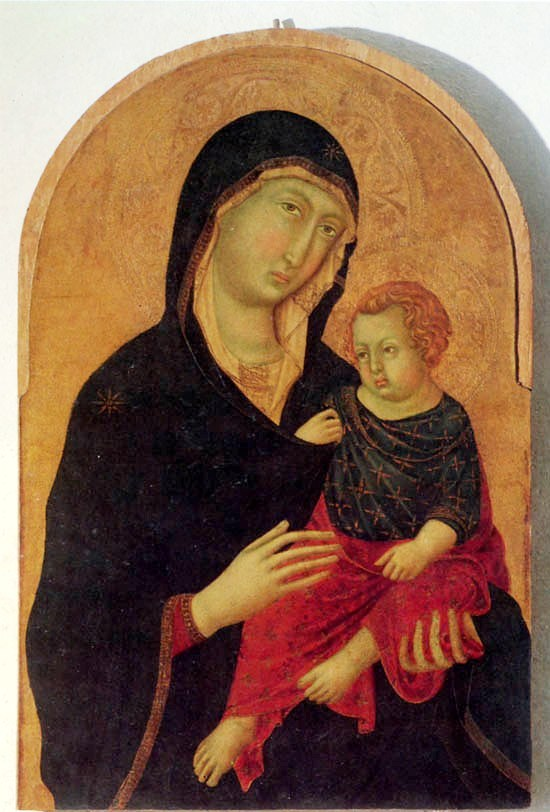
Мадонна с младенцем, ок. 1336, ц. Сан Бартоломео а Скампата, Фильине, Вальдарно
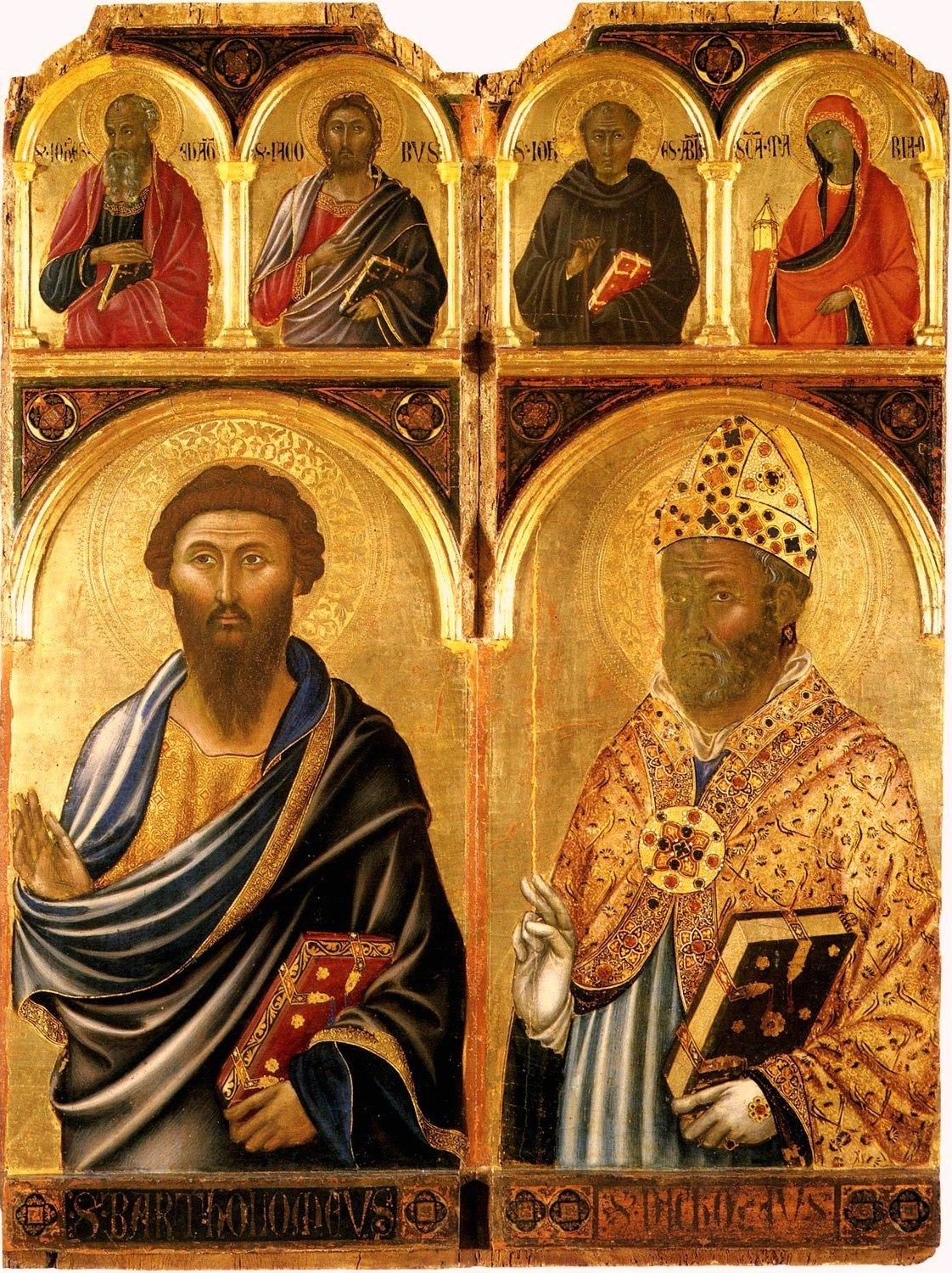
Св. Варфоломей и св. Николай; в верхнем ряду святые Иоанн Богослов, Иаков, Иоанн Лествичник и Мария Магдалина. ок. 1336, Пинакотека, Сиена.

Сохранившийся почти целиком триптих «Мадонна с младенцем, Иоанном Крестителем и Иоанном Богословом» из Музея округа Пиенцы, ранее вероятно был украшен острокенчными пинаклями, которые сегодня хранятся в Музее искусства Кливленда (два ангела) и Музее искусства Северной Каролины, Рэйли (Христос Благословляющий), поскольку сохранились свидетельства, что на выставке, посвящённой Дуччо в 1912 году, этот триптих имел остроконечные навершия-пинакли.

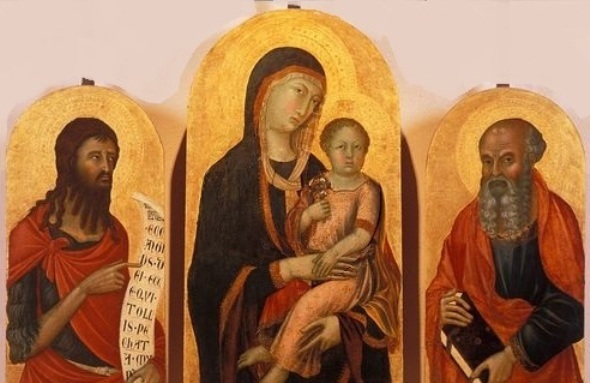
Триптих "Мадонна с младенцем, Иоанном Крестителем и Иоанном Богословом. 1340е, Пиенца, Музей округа.

Кисти художника приписывают также два расписных креста из Сиенской пинакотеки. Четыре изображения разных святых примерно одинакового размера, которые когда-то, вероятно, составляли пределлу неизвестного алтаря: Св. Екатерина Александрийская (Сиена, Пинакотека), Св. Франциск (Музей Сан-Маттео, Пиза), Св. Урсула, и Св. Виктор (Музей изящных искусств, Дижон), исследователи дополнили двумя портретами святых епископов, один из которых был продан на аукционе Сотбис в 1995 году, второй находится в коллекции Салини (Ашано); в центре пределлы вероятно, находилось изображение «Распятия Христа» из Музея Хорн, Флоренция.
Кроме станковых работ Никколо ди Сенья приписывается ряд фресок, написанных в нескольких церквях Тосканы. Это не имеющая точной даты (нач. XIV в.) фреска в соборе в Сан Джиминьяно с изображением св. Григория и св. Фины, которая расположена в арковидном люнете нефа, а также фрески в капеллах Петрони и Спинелли в сиенской церкви Санта Мария деи Серви, которые большей своей частью приписываются руке Никколо ди Сенья. Кроме того, ему приписывается небольшой фресковый цикл со святыми и сценами из жизни Христа в церкви Св. Джакомо и Кристофоро в Куне (Монтерони д’Арбия), и несколько фресок в церкви Святых Леонардо и Христофора в Монтиккьелло да Сиена (их датируют 1340—1350-и годами), — Мадонна с младенцем, св. Петр, св. Леонардо, и огромное изображение св. Христофора несущего Христа.

## Работы художника
- Фрески в церкви Святых Леонарда и Христофора в Монтиккьелло да Сиена